# السلالات العابرة للحدود
السلالة العابرة للحدود هي سلالة موجودة في العديد من البلدان. وقد تم تهجين أنواع المواشي الخمسة الهامة العابرة للحدود (الأبقار والأغنام والماعز والخنازير والدجاج) لمدة مائة عام أو أكثر ضمن نظم التصنيع المكثفة، مما أدى إلى توافر عالمي لهذه المواشي. يشكل عدد صغير نسبيًا من السلالات العابرة للحدود حول العالم حصة متزايدة باستمرار من إجمالي المنتجات الحيوانية العالمية. ومع ذلك، لا يتجاوز عدد السلالات العابرة للحدود عدد السلالات المحلية في أمريكا الشمالية وجنوب غرب المحيط الهادئ.
يمكن أن يكون هناك أنواع إقليمية ودولية من السلالات العابرة للحدود. السلالات الإقليمية هي سلالات يتم العثور عليها فقط في «منطقة» واحدة، والتي يمكن أن تشمل عدة بلدان، وتكون سلالة دولية عابرة للحدود هي سلالة يتم العثور عليها في مناطق متعددة. على سبيل المثال، فإن الأبقار الهولشتية الفريزية هي سلالة دولية عابرة للحدود، لأنها توجد في عدة قارات ومناطق مختلفة.